# Mohamed Bouassa
Mohamed Bouassa est un footballeur international marocain né en 1944 à Casablanca et mort le 2 avril 1971 dans la même ville. Il évolue au poste d’attaquant du milieu des années 1960 au début des années 1970 au sein du TAS de Casablanca et de l'Olympique lyonnais.

## Biographie
Mohamed Bouassa est international marocain et joueur à l'Olympique lyonnais de 1967 à 1968. Bouassa avait inscrit le 3e but de Lyon en Coupe d'Europe contre les Tottenham Hotspur pour qualifier son équipe au tour suivant.
Libéré par l'OL, Bouassa retourne au TAS de Casablanca, son équipe formatrice. Son 2e passage n'est pas un succès. Bouassa est poignardé devant un bar où il était accoutumé à jouer aux cartes. Son assassin est tué à Mdakra lors de la campagne législatives de 1976.

## Sélections en équipe nationale
1. 28/02/1965 Tunisie - Maroc Tunis 0 - 0 Amical
2. 02/05/1965 Maroc - Tunisie Casablanca 0 - 1 Amical
3. 01/11/1965 Algérie - Maroc Alger 0 - 0 Amical
4. 20/03/1966 : Bordeaux : France "B" vs Maroc 2 - 2 Amical
5. 06/03/1966 Maroc - Algérie Casablanca 1 - 0 Amical
6. 19/04/1966 : Granges : Suisse "B" vs Maroc 6 - 4 Amical / 1 But
7. 22/02/1967 RFA - Maroc KARLSRUHE 5 - 1 Amical / 1 but
8. 12/09/1967 Algérie - Maroc Tunis 3 - 1 JM 1967
9. 09/02/1969 Maroc - Hongrie Casablanca 1 - 4 Amical
10. 13/02/1969 : Las Palmas : Maroc vs Sénégal (2 - 0) Elim. CM 1970